# 斎藤元一
斎藤 元一（さいとう げんいち、1941年（昭和16年）8月 - ）は国士舘大学政経学部の教授。

## 来歴・人物
東京都出身。父は元国務大臣斎藤栄三郎。1964年に早稲田大学政治経済学部を卒業。元NHK記者。ペンシルベニア州立大学でアメリカ研究修士(M.A.in American Studies)、カリフォルニア大学バークレー校で政治学修士(M.A.in Political Science)の学位を取得している。元ハーヴァード大学ライシャワー日本研究所研究員。

## 著書
- 人物日米関係史万次郎からマッカーサーまで
- 海外留学高校生から社会人まで
- フルブライト留学一期生
- アメリカ人のほんね
- これが選挙だ―斎藤栄三郎かく戦えり 全国区1,147,951票

## 訳書
- ジョン・ダワー『人種偏見――太平洋戦争に見る日米摩擦の底流』（TBSブリタニカ、1987年） ISBN 4-582-76419-3
  - 改題『容赦なき戦争――太平洋戦争における人種差別』（平凡社ライブラリー、2001年） ISBN 4-484-87135-1
- L.S.スタヴリアーノス『新・世界の歴史環境・男女関係・社会・戦争からみた世界史』（桐原書店、1991年） ISBN 4-342-84650-0
- レン・コロドニー／ロバート・ゲトリン『静かなるクーデター　「ウォーターゲート事件」20年後の真実』（柴田寛二共訳、新潮社、1993年）

## 所属学会等
- 日本国際政治学会
- 日本政治学会
- アメリカ学会
- 日本英語コミュニケーション学会